# Потемкинова села
Потемкинова села (рус. потемкинские деревни), метафора, означава нешто што не постоји, односно постоји само имагинарно.
Фраза је названа по руском војсковођи и кнезу Григорију Александровичу Потемкину, који је у време Руско-турског рата 1787−1792. постао намесник новоосвојених крајева који су обухватали Крим и друге територије северно од Црног мора. Тада је Потемкин по пустим степама Јужне Русије наредио да се поред пута импровизују кулисе непостојећих села, са сељацима, пастирима и стадима, само да би руска царица Катарина II, пролазећи туда 1787, видела како Русија, под његовим министровањем, цвета и напредује. Тиме је хтео приказати лажну вредност освојених крајева.
Данас се та метафора често користи за покушаје стварања лажног утиска.
Лењинградски научник А. М. Панченко (1937−2002) је доказао да је то мит. Мит посебне врсте. Наиме, тада је било уобичајено да се раде богате декорације било ког догађаја од државног значаја. Али, Потeмкинове декорације су биле толико раскошне, да су изазвале сумњу реалног постојања самих објеката. А толика раскош је могла да буде резултат тога, што је Катарину на тим путовањима пратио аустријски император Јозеф II Хабзбуршки.